# Césarée
Pour l’article ayant un titre homophone, voir Césaré.
Pour les articles homonymes, voir Césarée (homonymie).

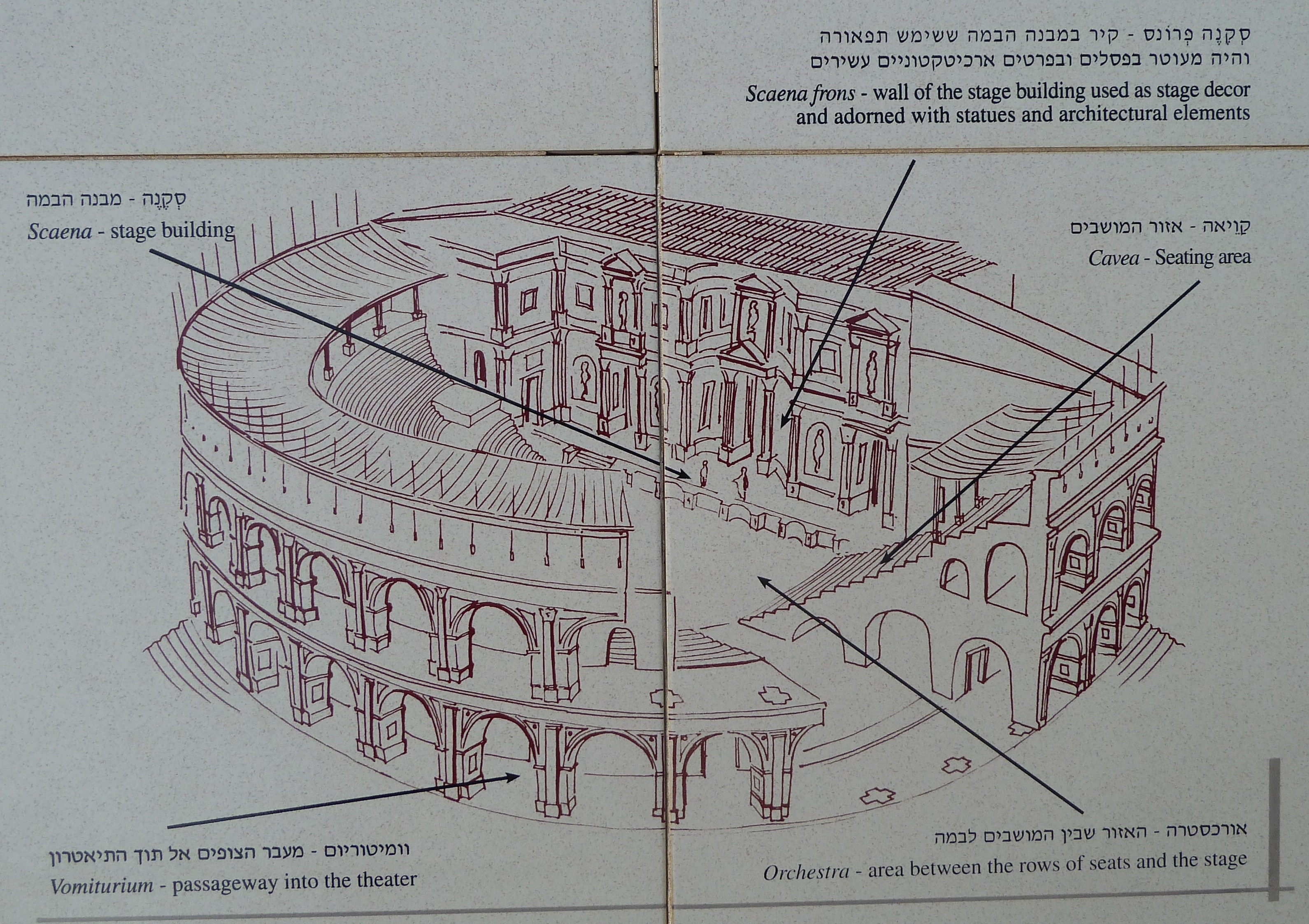
Restitution du théâtre romain de Césarée.

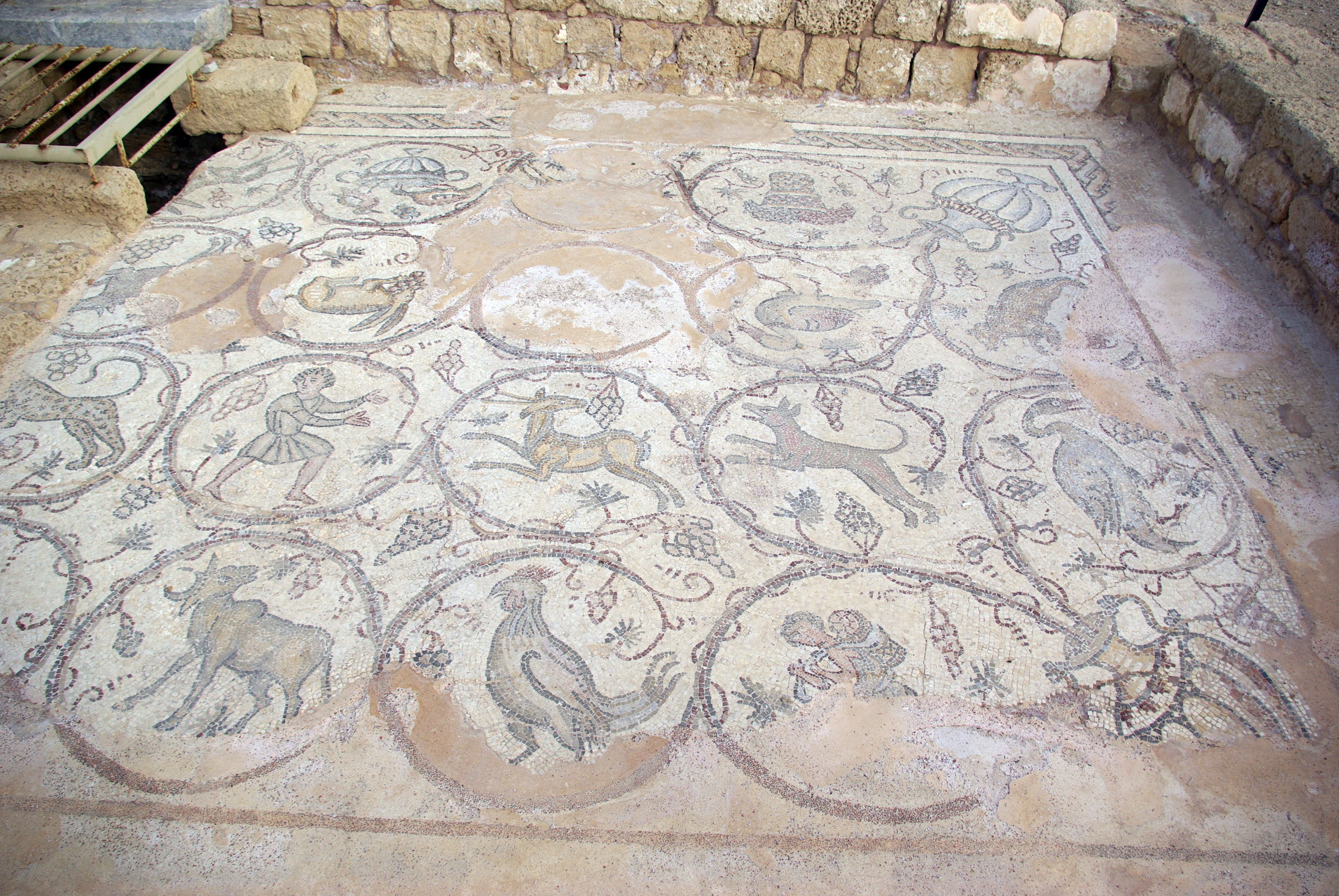
Mosaïques de Césarée.

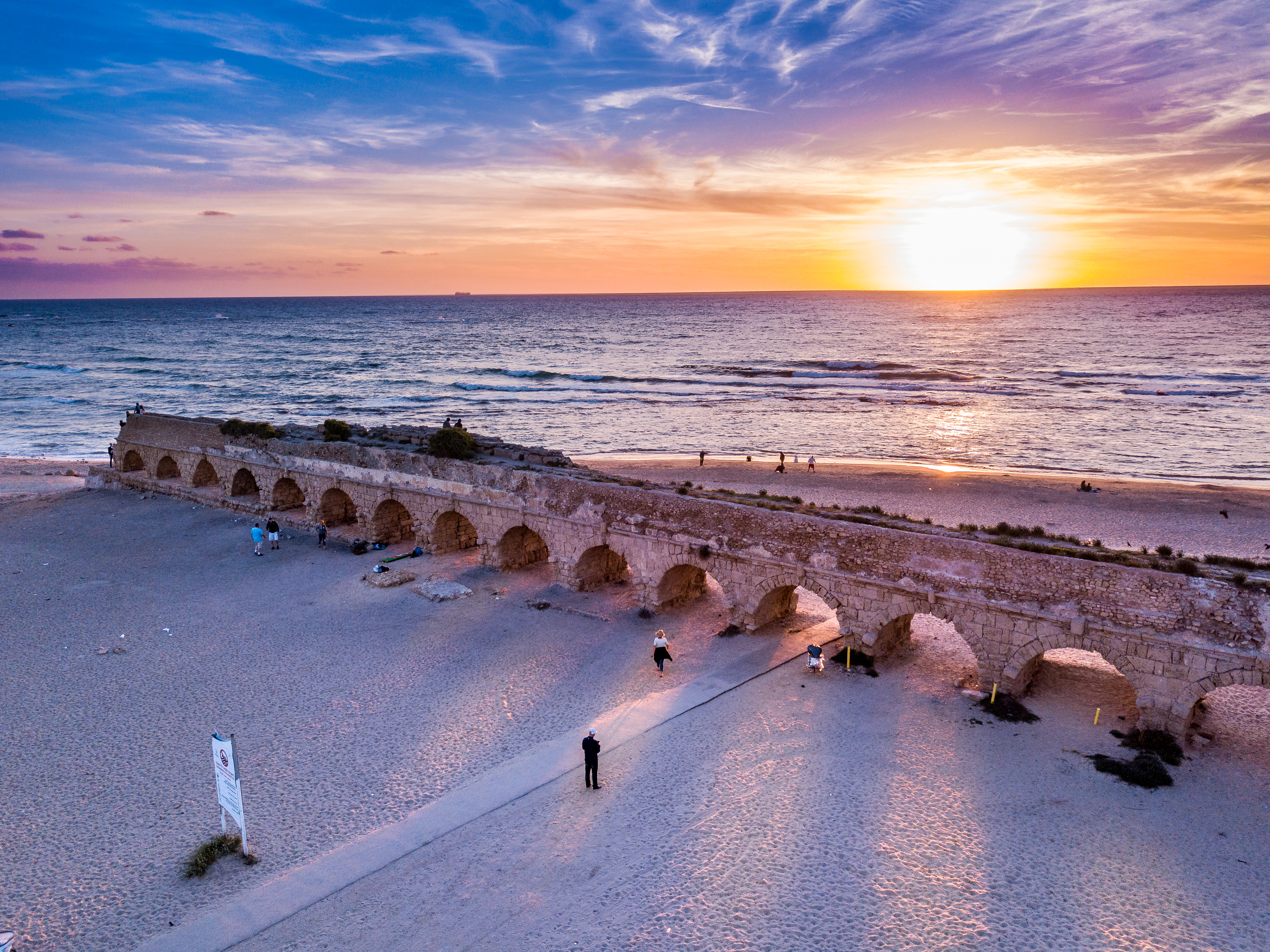
Aqueduc romain de Césarée.

Césarée (latin : Caesarea ; hébreu : קֵיסָרְיָה, Qesarya ; arabe : قيسارية, Qaysaria ; grec moderne : Καισάρεια) est une ville antique de Judée et moderne d'Israël, située sur la côte méditerranéenne à 20 km au sud de la ville de Dor, entre Netanya et Hadera.
Les vestiges de la ville antique permettent d'admirer les ruines de la capitale royale d'Hérode 1er dit « le Grand » et nombre de monuments des époques romaine puis médiévale.
Son nom vient du grec ancien : paralios Kaisareia (παράλιος Καισάρεια) signifiant Césarée maritime ; le nom latin est Caesarea Maritima, Césarée maritime, ou encore Caesarea Palestinae, c'est-à-dire Césarée de Palestine.
La ville a été construite à l'emplacement d'un port connu sous le nom de Tour de Straton ou en grec, Stratonos pyrgos (Στράτωνος πύργος), en latin, Turris Stratonis.

## Histoire
Le village primitif, la Tour de Straton, fut établi pendant la période perse (entre -586 et 332 av. J.-C.). Il s'agrandit durant la période grecque (entre 332 av. J.-C. et 37 av. J.-C.). Refondée par le Séleucide Démétrios Ier Sôter sous le nom de Demetrias près de la mer, la ville est ensuite détachée du royaume hasmonéen par Pompée en 63 av. J.-C., puis sans doute détruite par le séisme qui frappe toute la Judée en 31 av. J.-C.. Les vestiges de son enceinte sont visibles un peu au nord de Césarée maritime.

### Césarée, capitale royale d'HérodeIerle Grand

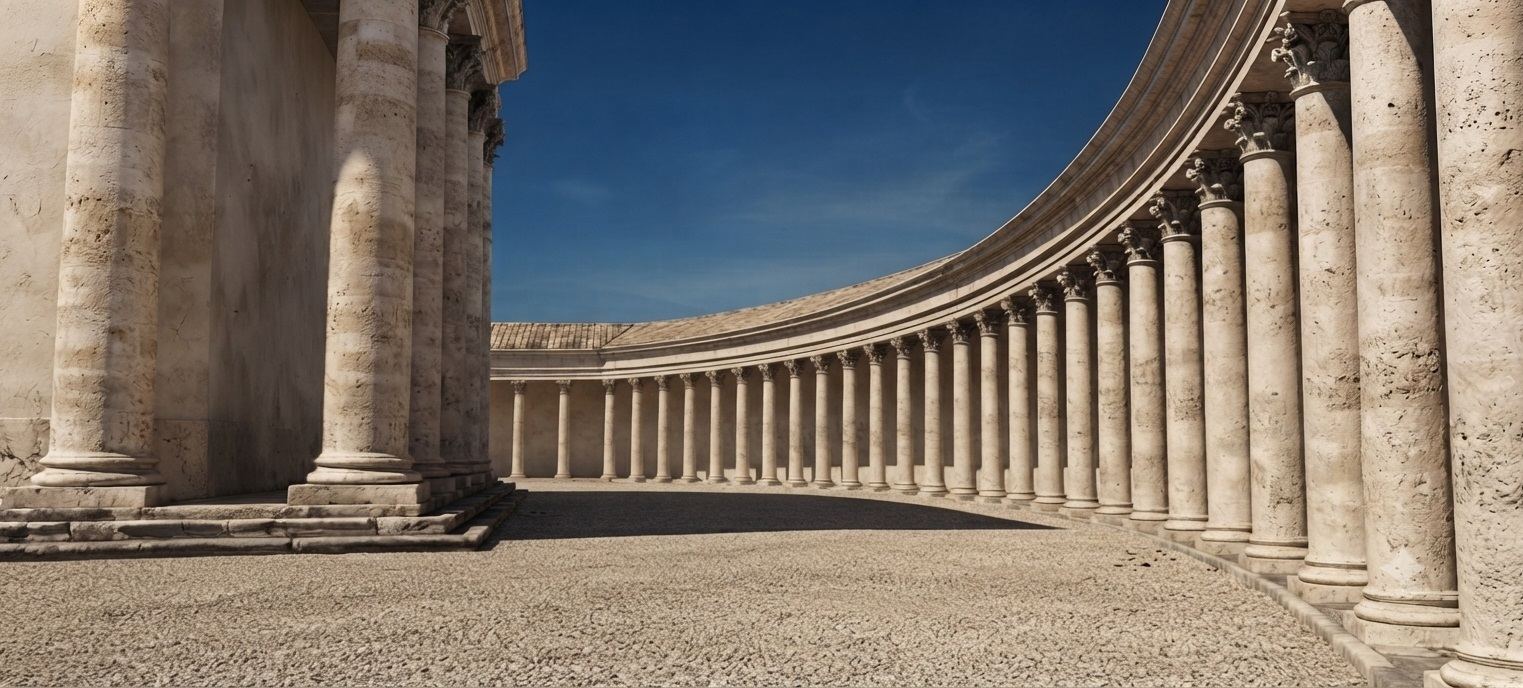
Restitution de la colonnade curviligne située au fond de la cour du grand temple de Césarée.

En l'an 29 av. J.-C., Octave donne le village de la Tour de Straton en récompense à Hérode qui s'était rallié à lui après la bataille d'Actium. Hérode expulse les Juifs installés après la conquête hasmonéenne dans cette cité très ancienne, d'origine grecque. Il veut refonder une ville grecque, sur la côte où la population juive est minoritaire.
Il fait bâtir une large ville portuaire, ayant vocation à lui servir de capitale dans cette région de Judée centrale et il la nomme Césarée en l'honneur d'Auguste, fils adoptif de Jules César. La construction de la cité nouvelle débute vers 22 av. J.-C., et la ville est dédiée solennellement en 9 ou 10 av. J.-C., après douze années de travaux. Suivant l'usage des cités de fondation séleucide en Syrie, Hérode la dote d'une déesse tutélaire, la Tychè de Césarée : cette divinité, allégorie de la Fortune, est représentée comme une jeune femme coiffée de la traditionnelle couronne à tours. L'espace urbain de la cité occupe une superficie de 95 ha. Toujours soucieux de peupler son royaume de toponymes faisant référence à la dynastie julio-claudienne, Hérode donne à la plus puissante des tours de défense du port de Césarée le nom de Drusion, du nom de Drusus, le mari d'Antonia la Jeune (Antonia Minor). Menant une politique de profond attachement à l'hellénisme, Hérode fait construire à Césarée un théâtre, un hippodrome, y organise des concours d'athlétisme et introduit en même temps le culte impérial en l'honneur d'Auguste dans le sanctuaire païen du Kaisaréion.
Le port artificiel, construit en dix années sur une côte plate, figure au nombre des grands travaux de génie civil de ce roi bâtisseur. Ce port connaît une intense activité qui se développe depuis la fondation de la ville et dure jusqu'à la fin du Ier siècle ; par la suite l'affaissement des brise-lames rendit sans doute le port dangereux ; malgré des réparations entreprises aux IIIe et IVe siècles, puis à la fin du Ve siècle, son déclin est alors manifeste.

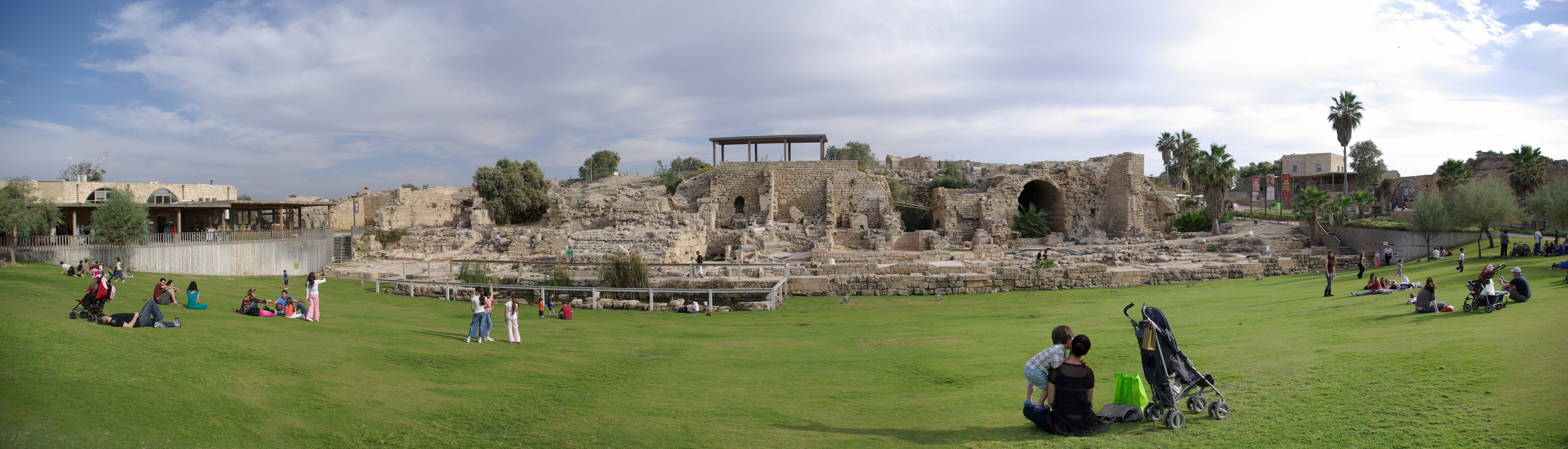
Tour de Straton, Césarée maritime.

### Césarée romaine

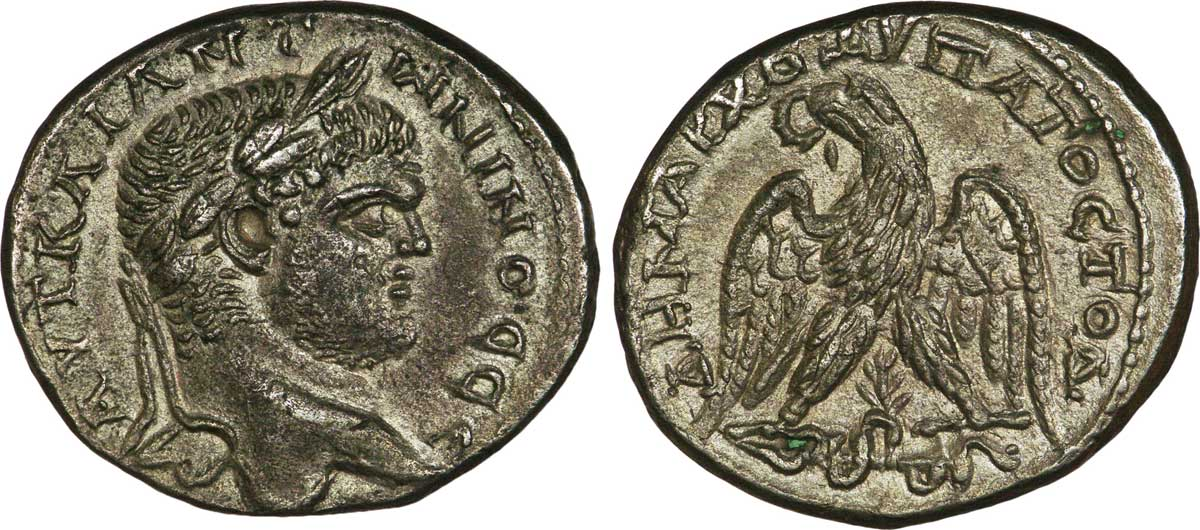
Monnaie frappée en la cité de Césarée.

Dès 6 ap. J.-C., Césarée devient le siège de l'administration romaine : un préfet de rang équestre administre la province romaine de Judée, et réside à Césarée où stationnent aussi les troupes qu'il commande. Elles sont peu nombreuses, une aile de cavalerie et cinq cohortes d'infanterie tout au plus. Ce préfet dispose aussi de prérogatives en matière de justice, avec droit de vie et de mort, comme c'est le cas dans le procès de Jésus de Nazareth, pour Ponce Pilate nommé préfet de Judée en 26.
Le petit-fils d'Hérode, Agrippa Ier, poursuit la politique d'évergétisme de son prédécesseur en construisant à Césarée un théâtre, un amphithéâtre, des thermes, en y organisant des combats de gladiateurs et un concours grec. Il fait même ériger des statues de ses propres filles.
L'agitation et les troubles qui secouent toute la Galilée, ne cessent pas depuis 4 av. J.-C. jusqu'en 66 : les Juifs mènent des actions violentes contre les Romains pour aider à la venue du Messie et les autorités romaines intensifient la répression en commettant aussi des provocations ou des excès de zèle. En 26, Ponce Pilate prétend introduire à Jérusalem en Judée, dans le palais d'Hérode, des boucliers dorés dédiés à l'empereur Tibère, au grand scandale des notables juifs. À la demande de Tibère, ces boucliers dorés sont finalement transférés à Césarée et dédiés dans le sanctuaire du Sébastéion.
La révolte des Juifs qui éclate au printemps 66 a des conséquences beaucoup plus dramatiques : le procurateur Gessius Florus a de longs démêlés avec les Juifs au sujet de l'égalité des droits entre Grecs et Juifs dans Césarée ; Néron confirme Césarée comme cité grecque, où les Juifs n'ont aucun droit. Gessius Florus fait alors prélever la somme de dix-sept talents au Temple et réprime férocement, par des crucifixions, l'agitation qui en résulte ; après avoir été dépouillés, les notables juifs sont humiliés, par l'obligation qui leur est faite d'honorer les troupes qui viennent de mater l'émeute. Une nouvelle révolte populaire et de nouveaux massacres entraînent la première guerre judéo-romaine. Les habitants de Césarée massacrent plusieurs milliers de Juifs et la guerre s'étend dans toute la Judée.
Le gouverneur romain de Syrie, Caius Cestius Gallus, réagit alors par la manière forte : à la tête d'une armée de campagne d'au moins 30 000 hommes, il rétablit l'ordre à Césarée et dans plusieurs autres villes de la province ; il échoue devant Jérusalem. Ses troupes sont décimées en novembre 66, ce qui incite l'empereur Néron à confier à Flavius Vespasianus le commandement d'un corps expéditionnaire en Judée d’environ 60 000 hommes. Vespasien reprend progressivement le contrôle de la Galilée, puis de la côte au sud, de la Judée et de l'Idumée. À l'été 70, son fils Titus, vainqueur devant Jérusalem, célèbre aussitôt sa victoire à Césarée puis dans plusieurs autres cités. En récompense de l'aide efficace qu'elle a apportée à Rome, Césarée est promue colonie d'une manière remarquable : sans confiscations ni introduction de colons romains, c'est l'ensemble de la population de Césarée qui, collectivement, bénéficie de la citoyenneté romaine ; aux dires d'Ulpien. La ville ne jouit pas du ius italicum.
L'ancienne capitale royale d'Hérode perd ensuite quelque peu de son éclat, bien que la population riche de la ville continue à soutenir la construction d'édifices publics et de sanctuaires décorés d’éléments de marbre et de statues, et à importer de magnifiques sarcophages de marbre, de provenance grecque ou romaine. Dès 100, le culte de Mithra est pratiqué dans les horrea à proximité du port de Césarée.
Le séisme du 13 décembre 115 à Antioche a des répercussions jusque Césarée. Le tsunami qu'il provoque touche la côte libanaise, en particulier Césarée et Yavneh. Le port de Césarée est probablement détruit selon une interprétation basée sur la datation d'un épais dépôt d'un demi-mètre se trouvant à l'extérieur du port.

### Césarée au début du christianisme
La ville abrite les premières communautés chrétiennes et, selon toute vraisemblance, elle est à l'origine d'une Église de fondation apostolique. C'est d'ailleurs de Césarée que Paul s'embarque pour Tarse ; c'est à Césarée qu'il est averti de son prochain emprisonnement ; et c'est encore dans cette ville qu'il est transféré pour être jugé par le gouverneur Félix.
Les premiers chrétiens se targueront même par la suite d'avoir eu Zachée, le publicain repenti, et le centurion Corneille, premier païen converti, baptisé grâce à Pierre, pour premiers évêques de Césarée. Mais c'est seulement à la fin du IIe siècle qu'est attesté à Césarée le premier évêché historique, avec Théophile de Césarée. C'est d'ailleurs à Césarée, centre intellectuel de première importance, que Théophile discute de la date de Pâques avec Narcisse de Jérusalem.
En 196, sous les auspices du pape Victor, se tint le concile de Césarée pour régler la date de la célébration de Pâques. Peu après, le théologien grec d'Alexandrie, Origène, est de passage à Césarée en 215. Il se fixe dans cette ville de 231 à sa mort, s'entretenant avec les rabbis et dispensant des cours à un cercle d'élèves où figure en particulier Grégoire le Thaumaturge.
C'est aussi dans cette ville que naît, vers 270, le théologien et futur évêque Eusèbe de Césarée. 

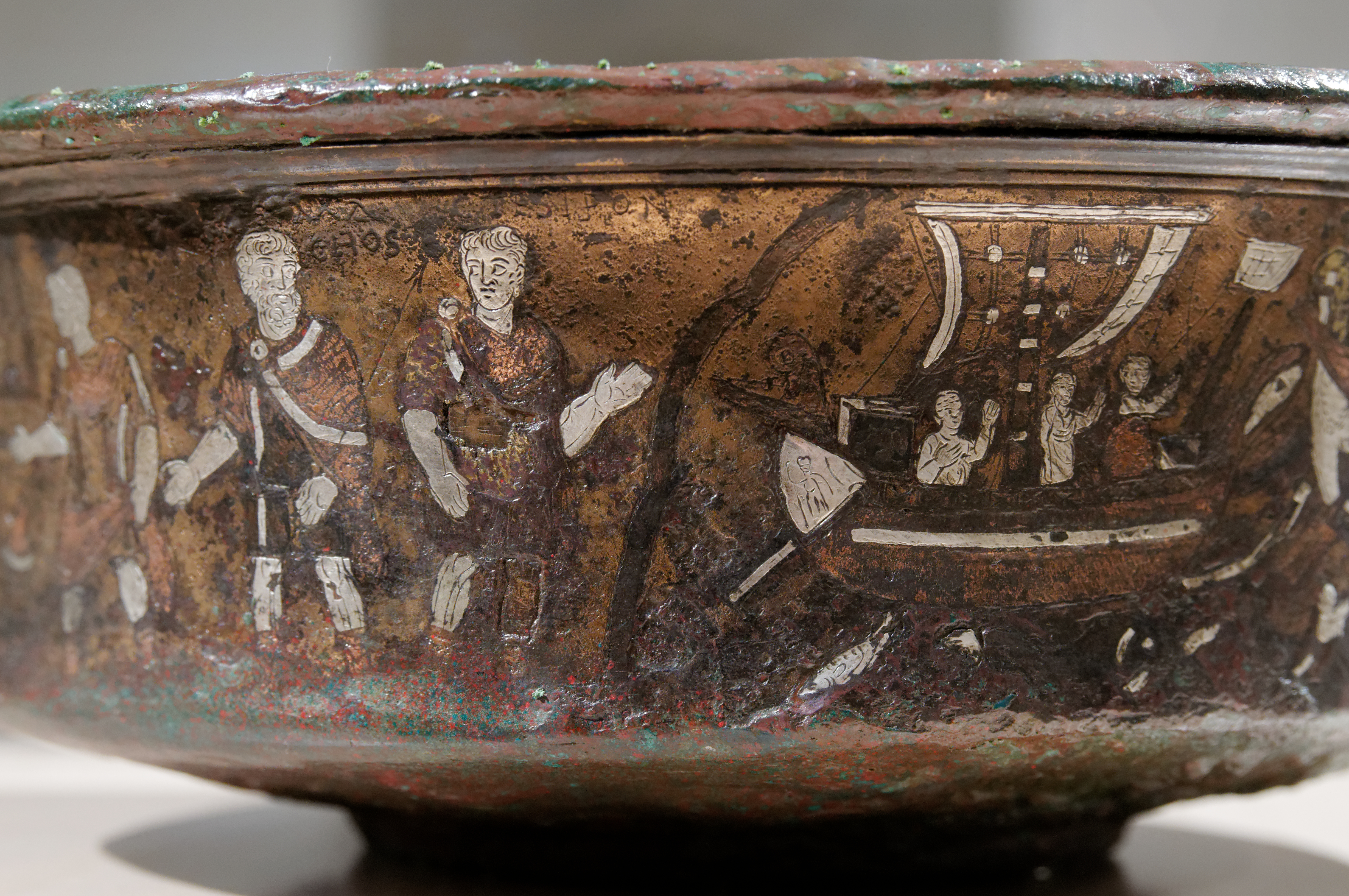
Coupe de Césarée, Fondation de Césarée de Palestine par Straton Ier, roi phénicien de Sidon, IVe siècle, Louvre.

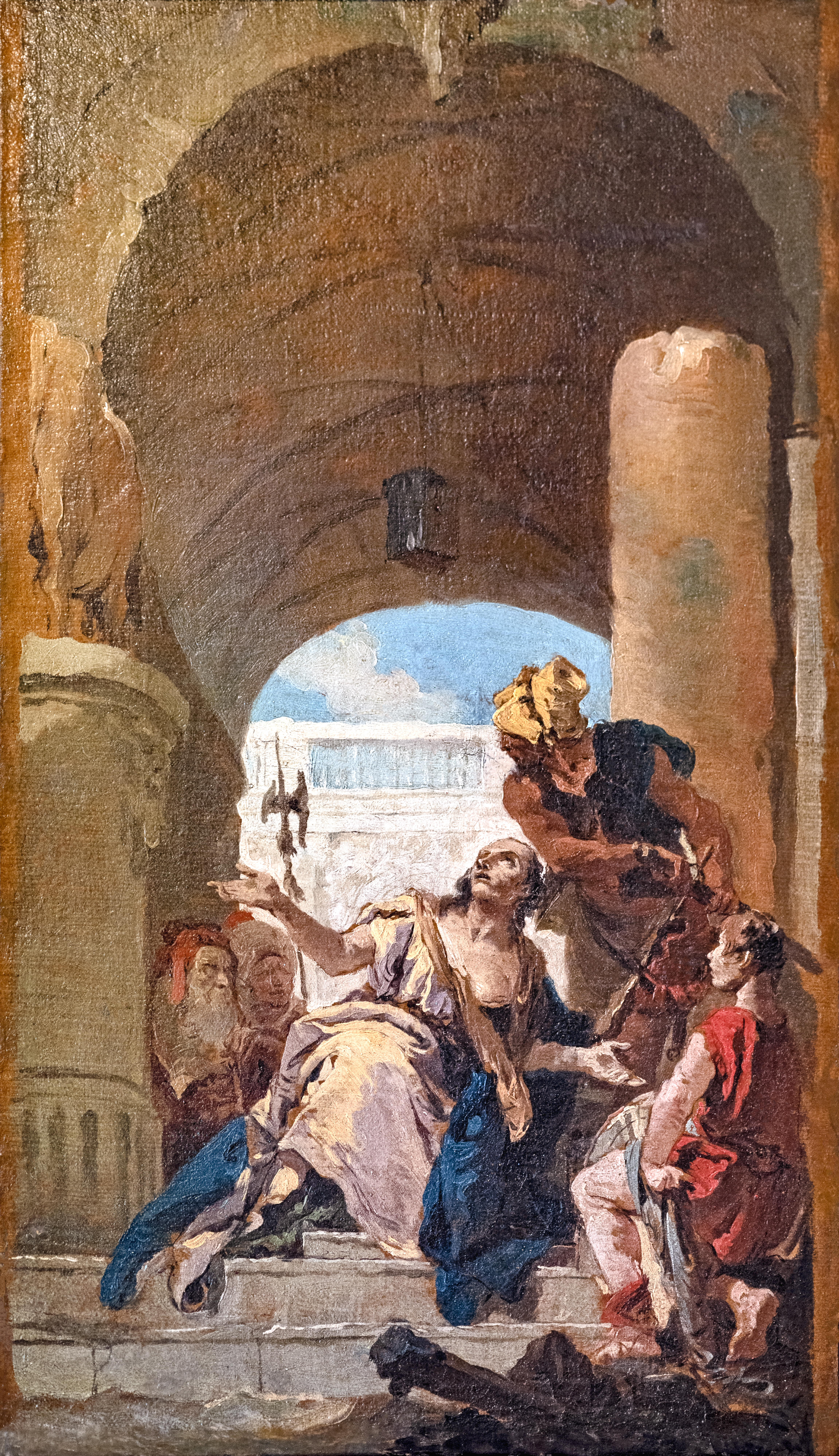
Martyre de Sainte Théodora (Théodosie de Tyr),
Giambattista Tiepolo, 1745,
Ca' Rezzonico, Venise.

Le christianisme se diffuse ensuite dans les principales villes de Syrie et la plupart des évêques réunis pour juger Paul de Samosate au concile d'Antioche en 268 venaient de la région. Au IIIe siècle, la persécution générale des chrétiens décrétée par Dèce en 251, puis, au début du IVe siècle, la persécution mise en œuvre par Dioclétien, sont à l'origine de nombreux martyrs en Syrie. L'historien grec de l'Église, Eusèbe de Césarée dans son livre Des martyrs de Palestine parle de plusieurs martyrs à Césarée sous Dioclétien, précisant même la date qui passe dans de nombreux calendriers liturgiques. Parmi les principaux martyrs de Césarée, entre beaucoup d'autres : Pierre Apsélamos fêté le 11 janvier, Pamphile de Césarée ainsi que Valens, Paul, Porphyre, Séleukos, Théodule et Julien fêtés le 16 février, Valentine et Paul, fêtés le 25 juillet. Théodosie de Tyr († 307 ou 308), ou Théodora, est une vierge et martyre fêtée le 2 avril en Occident et le 29 mai en Orient.
La hiérarchie épiscopale est en place désormais : en 325, la liste des Pères de Nicée fournit le nombre de 18 évêques en Palestine, 9 en Phénicie et 22 en Syrie-Cœlé. La plupart des évêques de l'ancien diocèse de Césarée sont considérés comme saints par les Églises chrétiennes : Acace de Césarée († 366) fut évêque de 340 à 366, avec quelques interruptions ; Saint Léonce, évêque de Césarée (IVe siècle), est fêté le 19 mars.

À côté de ces premières communautés chrétiennes, la ville voit se développer aussi le judaïsme, avec des rabbis célèbres comme Yosé bar Abbahu de Césarée, dans l'école influente animée vers 260, par rabbi Yosé bar Hanina.

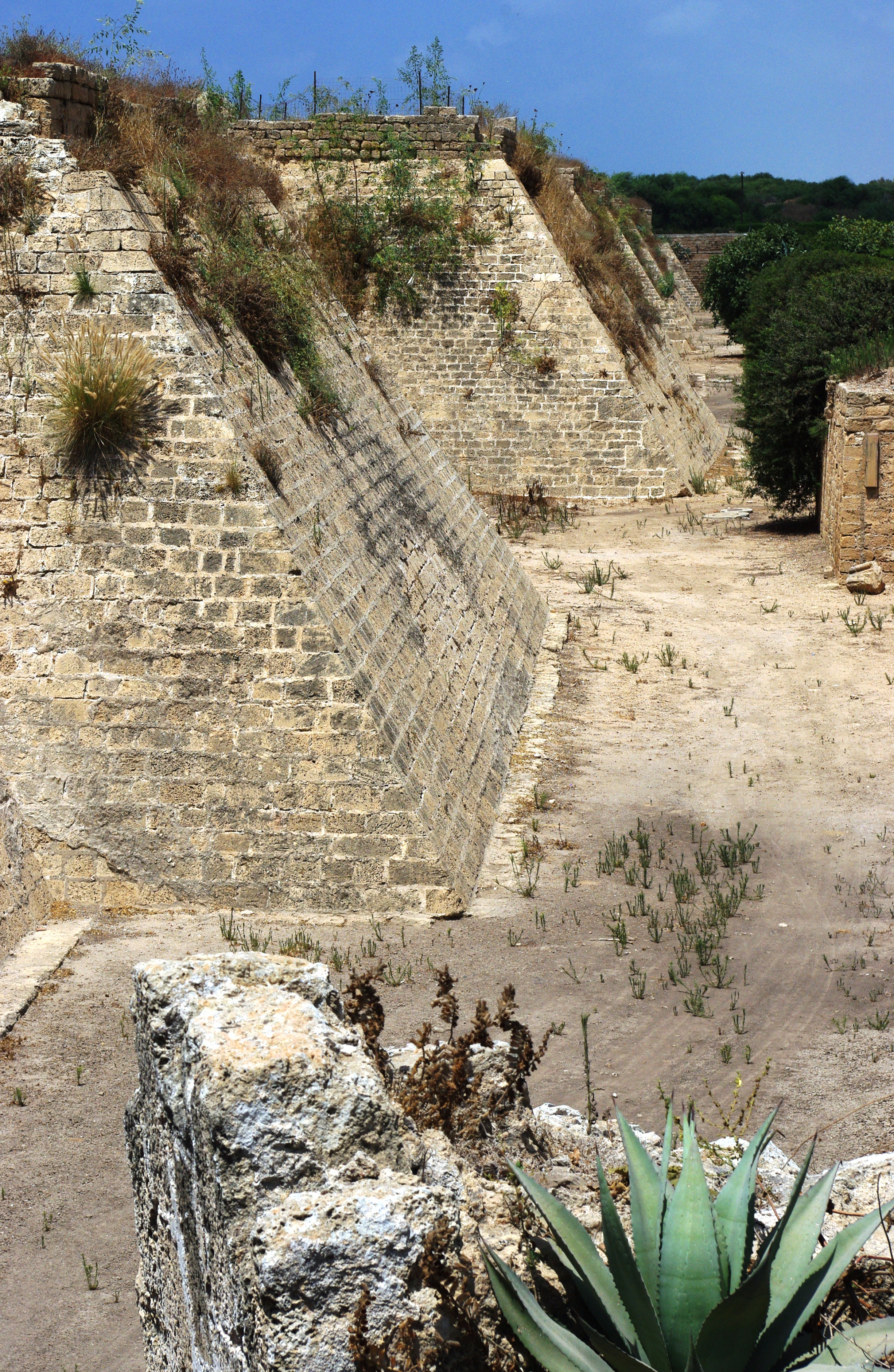
Les remparts de Saint Louis à Césarée.

 Au VIe siècle, la ville s'honore encore de la naissance de l'historien byzantin Procope de Césarée, auteur de l'ouvrage De Aedificiis.

### Moyen Âge et Empire ottoman
En 1099, les croisés évitent Césarée dans leur route vers Jérusalem. En 1101, le roi Baudouin Ier aidé par une flotte génoise met le siège devant la ville puis s'en empare. Césarée devient une seigneurie dans le royaume de Jérusalem.
En 1187, la ville est prise sans combat par Saladin après le désastre de Hattin. En 1191, Saladin fait détruire de fond en comble les défenses de la ville, qu'il ne peut défendre face à la troisième croisade.
Louis IX séjourne à Césarée de mars 1251 à mai 1252 et y fait reconstruire ou même construire les remparts de la ville.
Vers 1780, el-Djezzar utilisa des colonnes romaines de Césarée pour construire la cour de la mosquée d'Acre qui porte son nom.

## Lieux et monuments

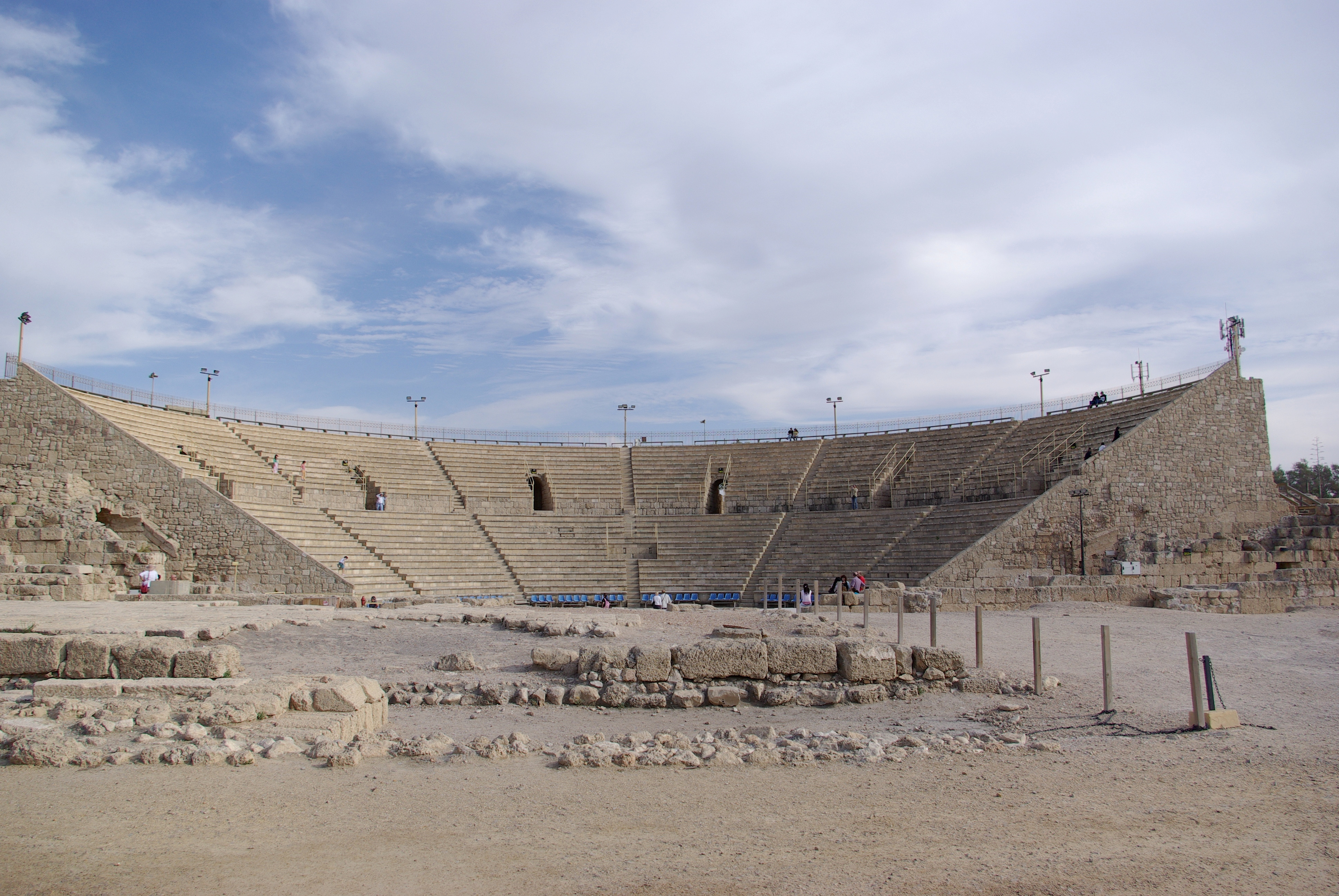
La cavea du théâtre romain de Césarée, construit sous Hérode Ier le Grand.

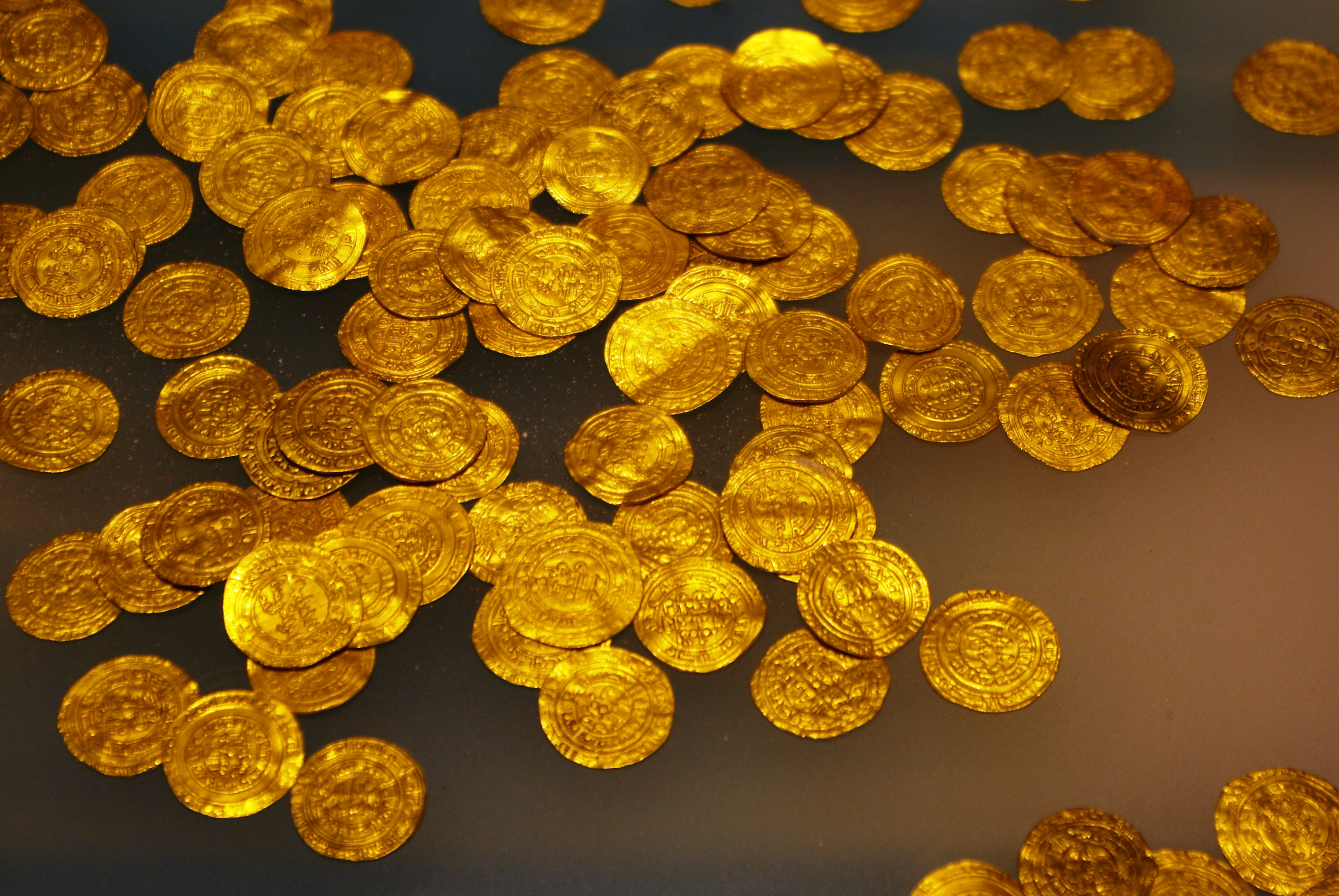
Quelques-unes des 2000 pièces d'or du trésor de Césarée, exposées au musée du port de Césarée.

### Période antique
Le théâtre bâti à l'époque d'Hérode pouvait contenir 4 000 spectateurs. Le cirque bâti aussi à l'époque d'Hérode possède un obélisque sur la spina. Il mesurait 250 m de long et 50 m de large. Il avait douze rangées de sièges et pouvait contenir 10 000 personnes.
Césarée possède encore des bains publics, un port antique, des ruines d'une synagogue d'époque byzantine et les ruines de l'aqueduc romain.
En février 2015, un trésor exceptionnel de 2 000 pièces d'or datant de la période des Fatimides (XIe siècle apr. J.-C.) est découvert par hasard dans le port par des amateurs de plongée.

### Période musulmane
La mosquée a été transformée en restaurant après la guerre de 1948.

## La ville moderne de Césarée

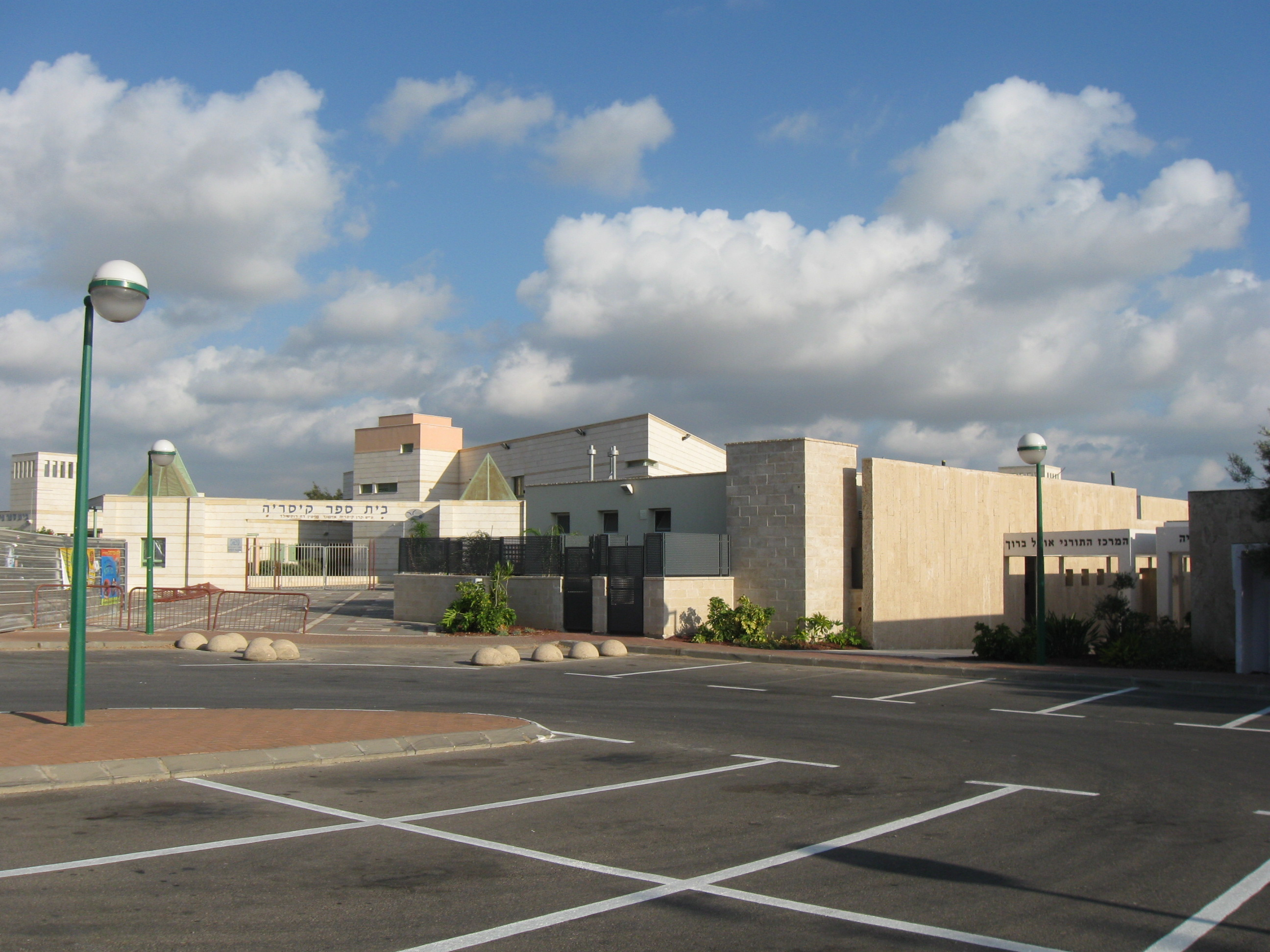
École Césarée.

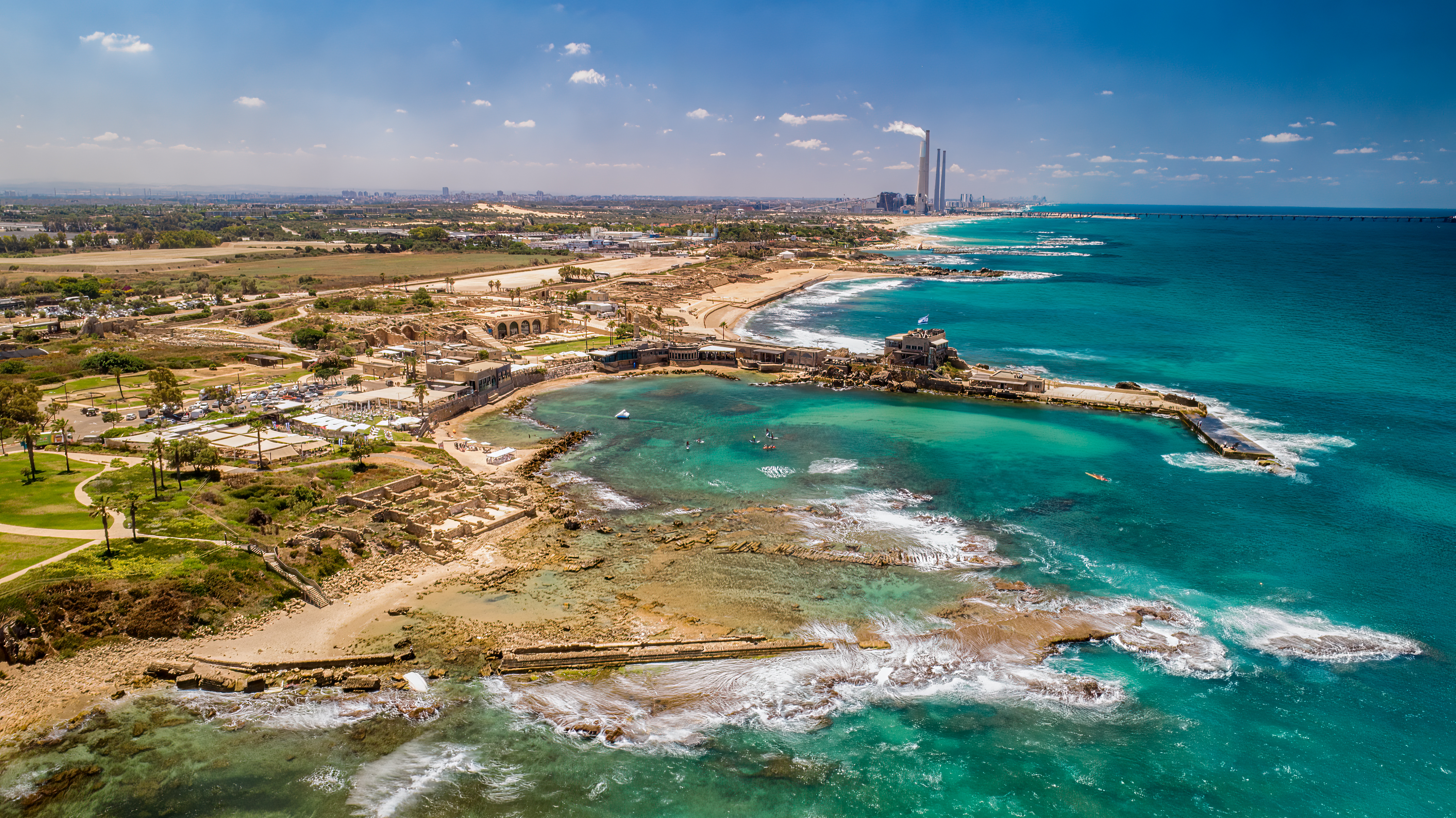
La côte à Césarée avec la réserve naturelle de חוף_דור-הבונים. Juin 2021.

Aujourd'hui la ville nouvelle de Césarée est un quartier très riche, offrant de belles plages, des espaces verdoyants, un club de golf international ; le parc national des antiquités de Césarée se visite.
La ville est liée à des personnalités, comme Benjamin Netanyahu ; la chanteuse Keren Ann est née à Césarée en 1974 et semble être considérée comme le premier enfant né dans cette ville alors toute nouvelle. Joseph Szydlowski est mort en 1988 à Césarée.

## Dans la littérature
Dans sa pièce Bérénice (1670), Racine place le vers suivant dans la bouche du personnage d'Antiochus : « Je demeurai longtemps errant dans Césarée » (I, 4), dont la composition métrique, grammaticale et sémantique est remarquable. Cette hypotypose est notamment reprise dans l'incipit du roman Aurélien d'Aragon (1944), lors d'un confus ressouvenir du personnage éponyme qui se remémore le vers sans se rappeler exactement quelle est sa provenance.
Césarée est un court texte de Marguerite Duras, qu'elle adapte ensuite au cinéma en 1979 sous le titre Césarée.
Bérénice, plus connue sous le nom de La Reine de Césarée, est une tragédie en cinq actes écrite par Robert Brasillach pendant la Seconde Guerre mondiale et publiée pour la première fois en 1954.
Dans la Légende dorée, recueil médiéval qui relate la vie des saints martyrs chrétiens, à propos de Saint Thomas : « L'apôtre Thomas était à Césarée quand le Seigneur lui apparut et lui dit : "Le roi des Indes a envoyé son ministre Abanès à la recherche d'un habile architecte. Viens et je t'adresserai à lui." »

## Notes et références

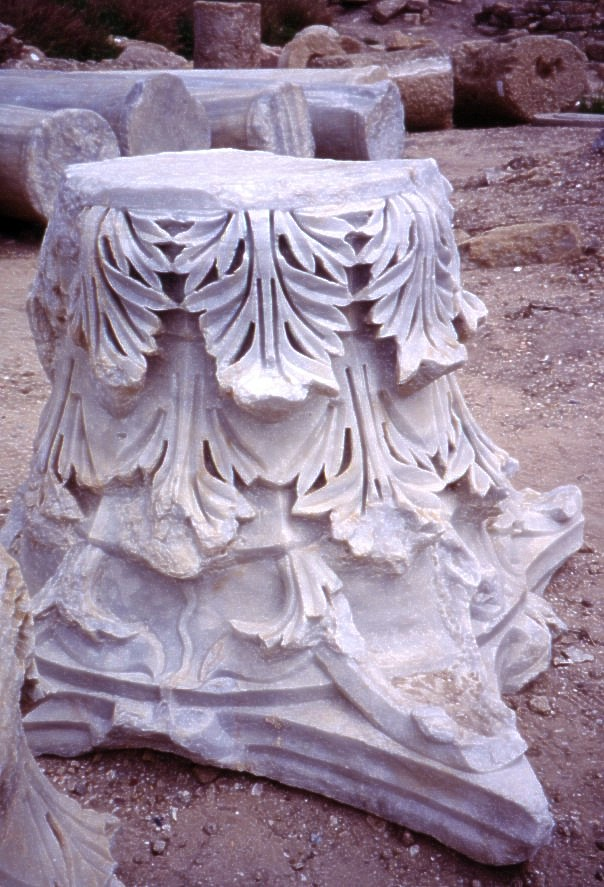
Chapiteau de colonne (ordre corinthien).